# Axel Oxenstierna
Axel Oxenstierna Uitspraakⓘ (Fånö bij Uppsala, 16 juni 1583 - Stockholm, 28 augustus 1654) was een Zweeds staatsman. Hij werd door kardinaal de Richelieu als een van de meest invloedrijke politici in Europa beschouwd.

## Biografie
Oxenstierna studeerde in Rostock, Jena en Wittenberg. In 1612 werd hij rijkskanselier onder Gustaaf II Adolf van Zweden. Hij versterkte de positie van het land door vrede te sluiten met Denemarken en Rusland en een wapenstilstand met Polen. Correspondeerde uitgebreid met de Dordtse humanist en jurist Jan Rutgers (1589-1625), die een belangrijke rol speelde in de Zweedse buitenlandse politiek in de cruciale periode 1615-1625. Hij bracht een bezoek aan Amsterdam, en raakte bevriend met Casper van Baerle en correspondeerde met Samuel Blommaert over Nieuw Zweden. Hij had de vaste overtuiging dat Zweden een sterke vloot nodig had. Hij benoemde de vluchteling Hugo de Groot als Zweeds ambassadeur in Parijs en nodigde Justus Vingboons uit om aan de Riddarhuset, zijn paleis in Stockholm te werken.
Graaf Oxenstierna werd in 1636 voogd over Christina van Zweden, tot zij in 1644 meerderjarig was geworden. Hij onderwees haar in onder andere economische theorieën. Oxenstierna onderhandelde met Elias Trip en Louis de Geer over de levering van wapens en de export van koper en met Andries Bicker en Jacob de Witt die in 1643 naar Zweden werden gezonden, om in de oorlog met Denemarken te bemiddelen; hij leverde Johan Huydecoper een adellijke titel.
Oxenstierna was aan het einde van de Dertigjarige Oorlog de leider van de politieke delegatie en wist te bewerkstelligen dat vrijwel het gehele noorden van Duitsland aan Zweden toeviel. Oxenstierna probeerde zijn zoon aan Christina te koppelen, hetgeen op weerstand stuitte van de koningin. Oxenstierna had ook niet veel op met Karel X Gustaaf van Zweden. Haar huwelijk  werd een zaak voor de Rijksdag. Terwijl Christina won aan invloed, nam die van de rijkskanselier af. In plaats van met zijn zoon te trouwen benoemde Christina haar neef als hoofd van het leger, hetgeen de Zweedse adel niet beviel. 
Na de Vrede van Münster viel Oxenstierna in ongenade. Toen zijn vrouw stierf in 1649, verscheen Christina niet op de begrafenis. Ondertussen werd het steeds duidelijker dat Christina weigerde te trouwen; Oxenstierna kon uiteindelijk niet anders dan haar beslissing aanvaarden. Oxenstierna stierf niet lang nadat Karel X Gustaaf de kroon had overgenomen van Christina.